# Lizumer Reckner
Der Lizumer Reckner ist mit 2886 m ü. A. der höchste Berg der Tuxer Alpen in Tirol.

## Lage und Umgebung
Der Lizumer Reckner liegt im Zentrum der Tuxer Alpen, etwa 20 Kilometer südöstlich von Innsbruck innerhalb des Truppenübungsplatzes Lizum Walchen. In seinem Westen liegt das Navistal, im Südwesten das Schmirntal, im Osten die Wattentaler Lizum. Das Tuxertal liegt unweit im Südosten. Nachbarberg im Süden ist der Geier. Nach Norden setzt sich ein Gebirgskamm zur Lizumer Sonnenspitze, den Tarntaler Köpfen und im weiteren Verlauf bis zum Mölser Berg fort. Im Westen ist dem Lizumer Reckner der 2824 m hohe Naviser Reckner vorgelagert.

## Geologie
Der Reckner liegt am Rande des Tauernfensters, einer Region der Ostalpen, in der penninische Decken und möglicherweise auch helvetische Decken aufgeschlossen sind. Der Gipfelaufbau des Reckners besteht aus Serpentinit, der vor allem in Radiolarit eingebettet ist. Des Weiteren finden sich in der geologisch vielfältigen Umgebung Dolomitbrekzien, Kalkschiefer und andere Gesteine des Jura.
Unterhalb des Gipfelaufbaus des Reckners finden sich Blockhalden, die als Reste ehemaliger Blockgletscher gedeutet werden. Hier sind auch Reste von Toteis zu finden.

## Stützpunkte und Wege
Vom Navistal aus ist der Berg unter anderem über die Naviser Hütte (1767 m) oder die Peeralm (1663 m) zu erreichen. Im Schmirntal dient der Weiler Obern als Ausgangspunkt. Vom Tuxertal aus kann der Reckner über die 1984 m hohe Junsbergalm oder von Hintertux aus erreicht werden. Wichtigster Stützpunkt in der Wattentaler Lizum ist die Lizumer Hütte (2019 m).
Von all diesen Ausgangspunkten kann der Südfuß des Gipfelaufbaus über mehrere markierte Wanderwege erreicht werden. Insbesondere der Anstieg von der Lizum aus ist im Winter auch als Skitour möglich. Der letzte Anstieg zum Gipfel ist recht minimalistisch mit Tritt-/Griffhilfen ausgestattet und erfordert Kletterei im II-ten Grad.
Aufgrund der Lage innerhalb des Truppenübungsplatzes kann die Besteigung des Berges zeitweise untersagt sein.